# 京極高備
京極 高備（きょうごく たかまさ）は、江戸時代後期の大名。丹後国峰山藩7代藩主。官位は従五位下周防守。

## 経歴
宝暦7年（1757年）4月22日、6代藩主・京極高久の長男として江戸にて誕生。幼名は千之助。
天明8年（1788年）、父が若年寄になると藩政を取り仕切る立場になった。文化5年（1808年）、父の死去により家督を継ぎ、大番頭を務めた後の文化9年（1812年）2月から若年寄に任じられて幕政に参与した。藩政では検地や寺社統治に尽力している。文化8年（1811年）には京極高備の命によって、讃岐国の金刀比羅宮から分霊を勧請して金刀比羅神社が創建された。金刀比羅神社の本殿の両脇には、文政7年（1824年）に高備と次男の高聡の名で奉献された一対の青銅燈籠がある。
天保3年（1832年）11月20日、家督を五男・高倍に譲って隠居したが、その高倍とさらにその跡を継いだ七男の高鎮が僅かな間に自身に先立って次々と早世するなど、不幸な晩年の中で天保6年（1835年）5月3日に死去した。享年79。墓所は京都府京丹後市峰山町吉原の安泰山常立寺。

京極高備によって創建された金刀比羅神社
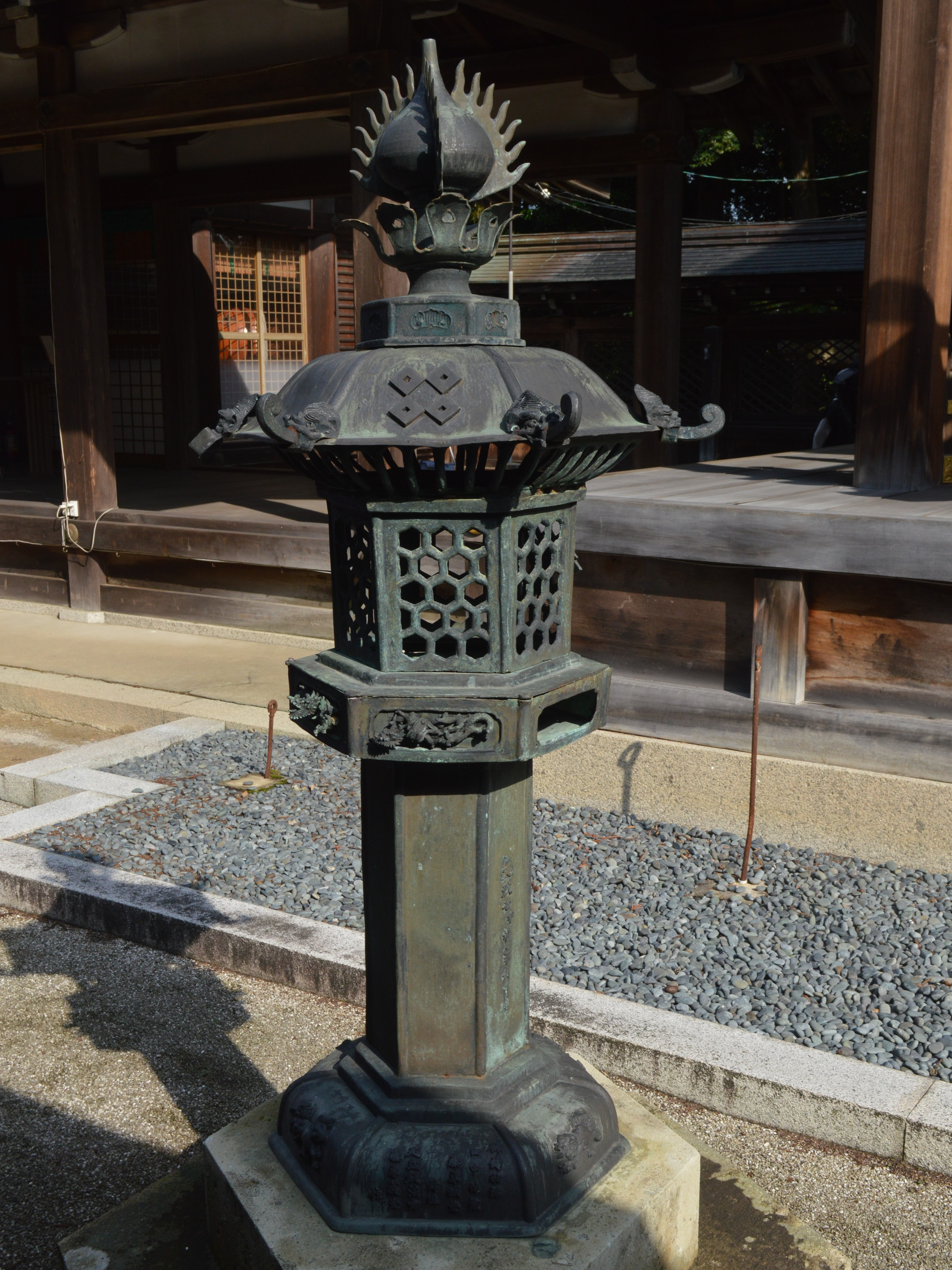
金刀比羅神社に奉献した青銅燈籠
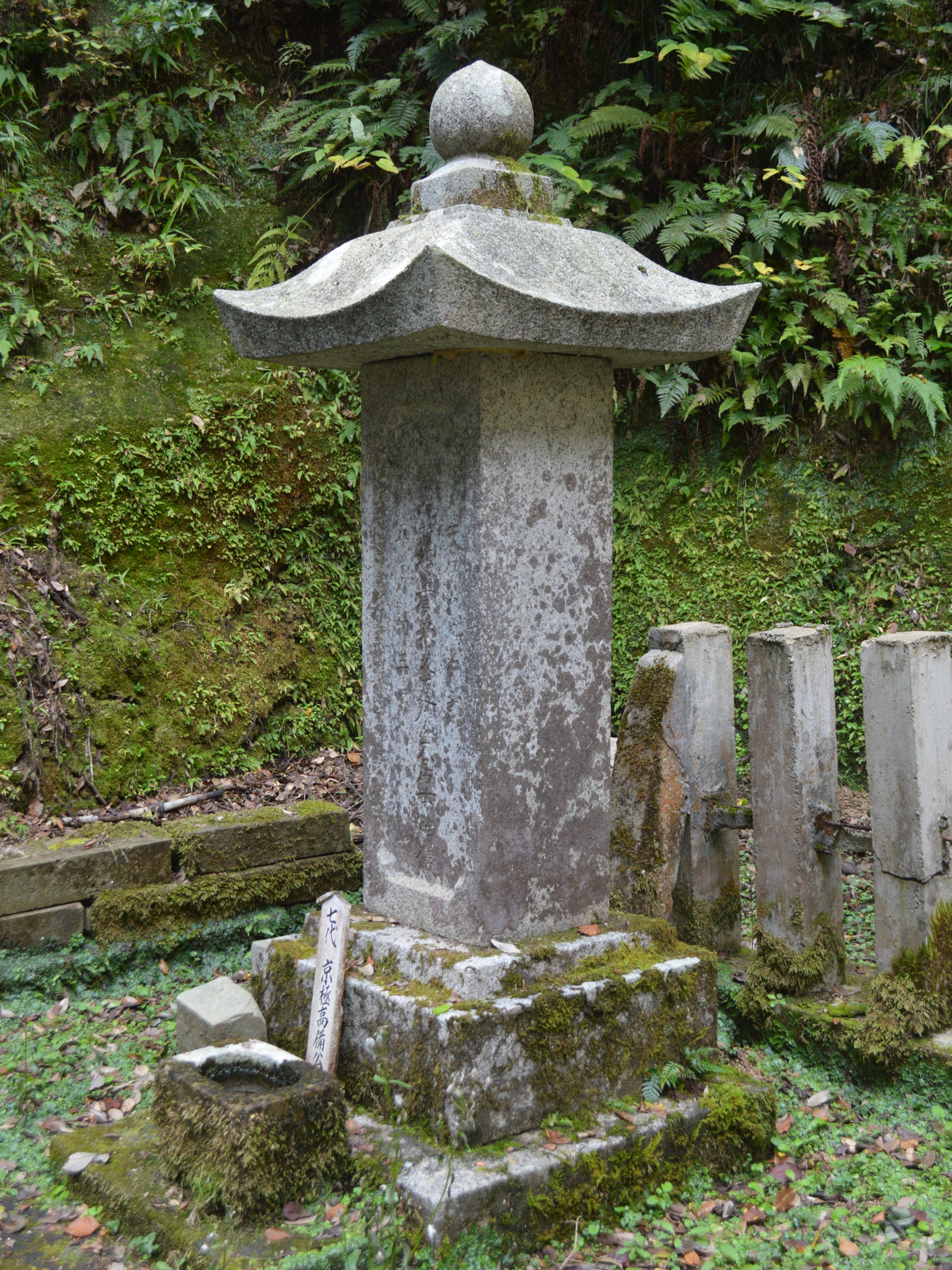
常立寺にある京極高備の墓

## 系譜
- 父：京極高久（1729-1808）
- 母：木下利潔の娘
- 正室：土方雄端の娘
- 継室：本多康桓の娘
- 生母不明の子女
  - 長男：京極高寧
  - 次男：京極高聡（1799-1830）
  - 三男：一色直貞
  - 四男：津田正応
  - 五男：京極高倍（1808-1834）
  - 七男：京極高鎮（1811-1834）
  - 女子：悦子 - 黒田直方継室、のち山口弘致正室